# Helga Abret
Helga Abret, ou Helga Abret-Brauner, née le 1er avril 1939 à Breslau et morte le 21 avril 2013 à Nancy, est une chercheuse en littérature et traductrice allemande.

## Biographie
Helga Brauner est née le 1er avril 1939 à Breslau ,. Elle étudie l'allemand et la slavistique à Heidelberg et Nancy et obtient un doctorat à Nancy avec une thèse sur Gustav Meyrink.
Pour son habilitation à la Sorbonne, elle présente, en 1992, une thèse intitulée Albert Langen (1869-1909), étudiant et médiateur : contribution à l'histoire de la vie littéraire et des échanges intellectuels en Allemagne autour de 1900 ,.
En 1987, elle travaille comme maîtresse de conférences à l'Université de Nancy et de 1992 à 2005, comme professeure de littérature allemande moderne à l'Université de Metz . Depuis 2005, elle est professeure honoraire de cette université.

### Recherche
Les recherches de Helga Abret portent sur l'édition et le journalisme dans l'Allemagne wilhelmienne, la littérature utopique et fantastique du tournant du siècle (science-fiction ) et la littérature des XIXe et XXe siècles en général, dont Georg Drozdowski (de), Theodor Fontane, Hermann Hesse, Gustav Meyrink, Josef Mühlberger (de), Clara Viebig, Frank Wedekind et Friedrich Torberg. Elle publie de nombreux ouvrages et articles sur ces sujets.
Helga Abret est également une spécialiste d'Erckmann-Chatrian et publie de nombreux articles à son sujet. Elle est membre du jury du Prix Erckmann-Chatrian de 1989 à 1998 ,.

### Vie privée
Helga Abret est l'épouse d'Armand Abret[Qui ?]. Ils ont deux filles. Elle meurt le 21 avril 2013 à Nancy à 74 ans .

## Œuvres (sélection)

### Comme autrice
- (de) Gustav Meyrink conteur, Berne, Francfort, Lang, 1976 (ISBN 978-3-261-02142-7)
- (de) avec Aldo Keel, Im Zeichen des Simplicissimus: Briefwechsel Albert Langen, Dagny Björnson 1895-1908, Langen Müller, 1987 (ISBN 978-3-7844-2144-5)
- avec Michel Grunewald, Visions allemandes de la France (1871-1914) / La France d'un point de vue allemand, Peter Lang, 1995 (ISBN 978-3-906754-04-8)
- (de) Albert Langen. Ein europäischer Verleger, Munich, Langen Müller, 1993 (ISBN 978-3-7844-2459-0)
- avec  Denis Bousch, Rudolf Drux et Robert Hahn, Utopie et science-fiction dans le roman de langue allemande, L'Harmattan, 2007 (ISBN 978-2296027350)
- (de) avec Aldo Keel, Das Kopierbuch Korfiz Holms (1899-1903): Ein Beitrag zur Geschichte des Albert Langen Verlags und des «Simplicissimus», Peter Lang, 1989 (ISBN 978-3261037091)
- (de + fr) avec Hans Manfred Bock (dir.), Le discours européen dans les revues allemandes (1871-1914). Études réunies par Michel Grunewald, Peter Lang, 1996 (ISBN 978-3906754604)
- (de) avec Ilse Nagelschmidt, Zwischen Distanz und Nähe. Eine Autorinnengeneration in den 80er Jahren, Peter Lang, 1998 (ISBN 978-3-906759-98-2)
- (de) avec Lucian Boia, Das Jahrhundert der Marsianer. SF-Sachbuch, Heyne, coll. « Bibliothek der Science Fiction Literatur  », 1984, 367 p. (ISBN 978-3-453-31022-3)
- (de) Hermann Hesse et Conrad Haußmann, Von Poesie und Politik. Briefwechsel 1907–1922, Suhrkamp, 2011 (ISBN 978-3-518-42258-8)
- Plusieurs articles sur Erckmann-Chatrian [5]

### Comme traductrice
- (de) Alain Dorémieux, Spaziergänge am Rande des Abgrunds. Sience-Fiction-Erzählungen, [« Promenades au bord du gouffre »], Munich, Heyne, 1982
- (de) avec Michael Nagula (auteur), René Oth (éd.), Zeit der Frauen. Phantastische Geschichten zur Emanzipation von Science-fiction- und Fantasy-Autorinnen, Luchterhand, 1986 (ISBN 978-3-472-61633-7)
- (de) avec Louis Vax, Der König mit der Goldmaske und andere phantastische Erzählungen aus Frankreich, Francfort-sur-le-Main, Suhrkamp, 1985 (ISBN 978-3-518-37624-9)